# Estudios soviéticos sobre el islam
Los Estudios soviéticos orientalistas sobre el Islam son tratados académicos realizados por teóricos marxistas soviéticos sobre esta religión.
Su origen y desarrollo se basa en el materialismo histórico y los musulmanes. El tema central de este discurso fue como encajaría la sociedad musulmana en el desarrollo de la historia de la humanidad. 
Algunos de los orientalistas soviéticos más importantes son : Mikhail A. Reisner, Evgenii Beliaev, Liutsian I. Klimovich, Mikhail L. Tomara, V. Ditiakin y Sandzhar D. Asfendiarov.